# Nathalie Richard
Nathalie Richard (Halifax) es una navegante de rallies canadiense graduada en Negocios y Enseñanza. Es participante de los campeonatos canadiense, estadounidense y norteamericano.

## Trayectoria
Nathalie Richard comenzó su participación en los rallies en 1999 por influencia indirecta de su hermano Patrick, quien ya participaba en este deporte, y se convirtió en su gerente de equipo y navegante.
Después de una estancia de tres años en Australia, Richard regresó en 2004 a Canadá para formar parte del Subaru Rally Team Canada con su hermano y del equipo privado de él mismo, Rocket Rally. Juntos tuvieron un par de temporadas exitosas y en 2006 volvieron a reunirse para los Juegos de Verano X 12 (Summer X Games 12), efectuados en Los Ángeles, California.
En 2006 comenzó a competir como navegante de Antoine L’Estage y, desde entonces, ha sido su navegante tanto en el campeonato canadiense, como en el estadounidense y el norteamericano, así como en dos competencias de los Juegos X (X games).
Richard atribuye su preparación inicial formal como navegante, además de a su hermano, al navegante Mark Williams, quien ya tenía experiencia en la lectura de libretas de ruta cuando las mismas comenzaron a usarse en el rally norteamericano.

## Palmarés

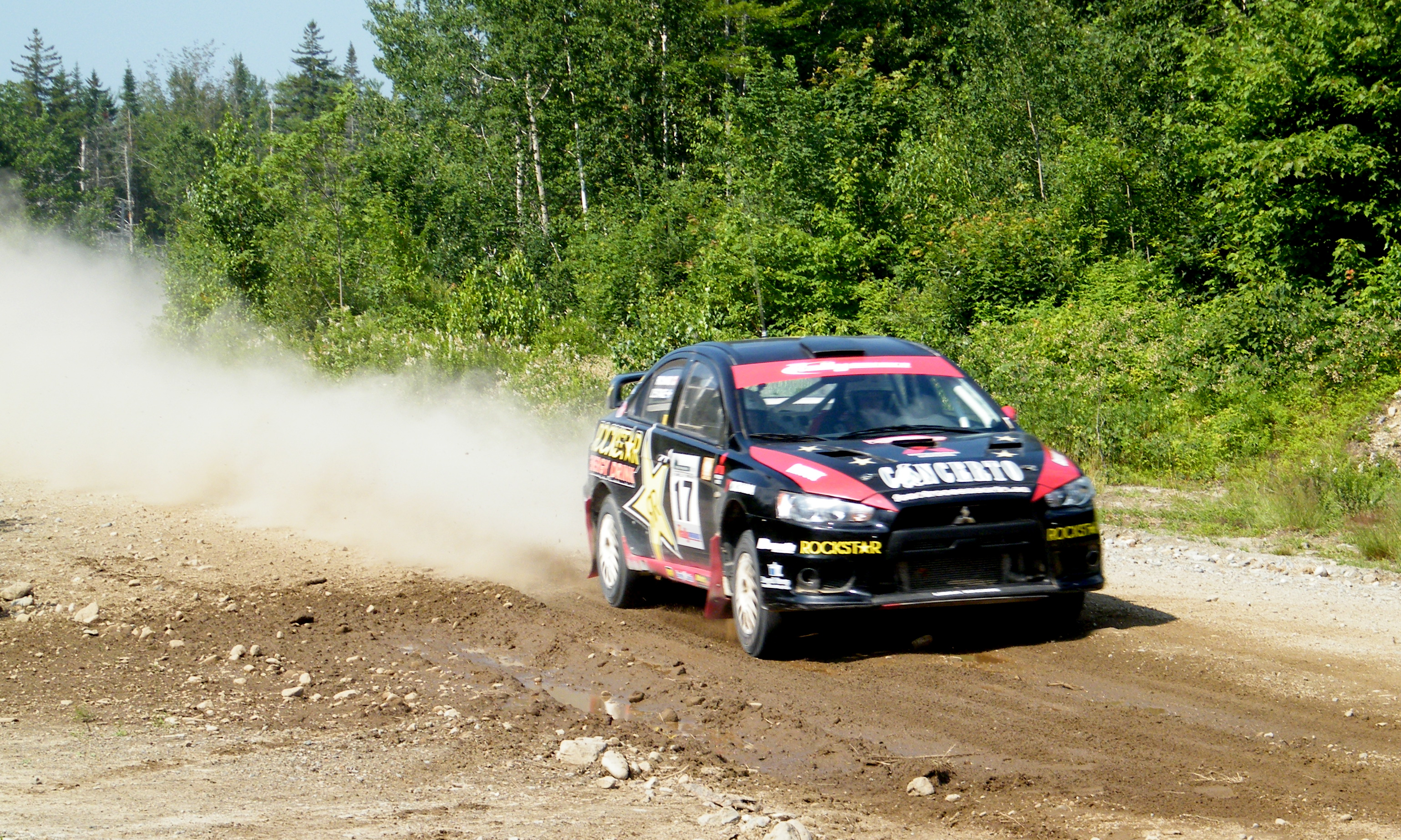
Antoine L'Estage y Nathalie Richard en el Rally Forestal de Nueva Inglaterra (New England Forest Rally) de 2010

Nathalie Richard ha alcanzado numerosos y variados triunfos a lo largo de su carrera automovilística, siendo los más destacados el doble tricampeonato (The Triple Crown) (canadiense, estadounidense y norteamericano) alcanzado en 2004, junto a su hermano Patrick y en 2010, junto a L'Estage.
Otros triunfos relevantes incluyen:
- Ocho títulos del Campeonato Norteamericano de Rally en 2004, 2005, 2007, 2008, 2009, 2010, 2011 y 2012.
- Tres títulos del Campeonato Estadounidense de Rally en 2004, 2005 y 2010.
- Cuatro títulos del Campeonato Canadiense de Rally en 2004, 2007, 2010 y 2012.
- Ocho títulos del Campeonato Canadiense Femenino de Rally en 2004, 2006, 2007, 2008, 2009, 2010, 2011 y 2012.

## Otros
Richard ha sido presentadora de rallies y de otras competiciones automovilísticas en la televisión para los canales TSN y RDS en Canadá, así como para ESPN y The Outdoor Channel en los Estados Unidos.